# Środa Śląska (gemeente)
De gemeente Środa Śląska is een stad- en landgemeente in het Poolse woiwodschap Neder-Silezië, in powiat Średzki (Neder-Silezië).
De zetel van de gemeente is in Środa Śląska.
Op 30 juni 2004 telde de gemeente 18 998 inwoners.

## Oppervlakte gegevens
In 2002 bedroeg de totale oppervlakte van gemeente Środa Śląska 214,93 km², waarvan:
- agrarisch gebied: 73%
- bossen: 17%

De gemeente beslaat 30,54% van de totale oppervlakte van de powiat.

## Demografie
Stand op 30 juni 2004:
| Omschrijving                   | Totaal | Totaal | Vrouwen | Vrouwen | Mannen | Mannen |
| ------------------------------ | ------ | ------ | ------- | ------- | ------ | ------ |
| eenheid                        | aantal | %      | aantal  | %       | aantal | %      |
| inwoners                       | 18 998 | 100    | 9737    | 51,3    | 9261   | 48,7   |
| bevolkingsdichtheid (inw./km²) | 88,4   | 88,4   | 45,3    | 45,3    | 43,1   | 43,1   |

In 2002 bedroeg het gemiddelde inkomen per inwoner 1594,65 zł.

## Administratieve plaatsen (sołectwo)
Brodno, Bukówek, Cesarzowice, Chwalimierz, Ciechów, Gozdawa, Jastrzębce, Jugowiec, Juszczyn, Kobylniki, Komorniki, Kryniczno, Kulin, Lipnica, Michałów, Ogrodnica, Pęczków, Prószków, Przedmoście, Rakoszyce, Rzeczyca, Słup, Szczepanów, Święte, Wojczyce, Wrocisławice, Zakrzów.

## Aangrenzende gemeenten
Brzeg Dolny, Kostomłoty, Malczyce, Miękinia, Udanin, Wądroże Wielkie, Wołów